# み〜こ
み〜こ（Miiko、3月13日 - ）は、日本の女性歌手、声優。MOSAIC.WAVのボーカリスト。血液型はB型。
柏森進と秋葉原系（AKIBA-POP）音楽ユニットMOSAIC.WAVを結成。また、アニメ、ゲーム声優としても活動の幅を拡げている。

## 人物
舌ったらずの高音ボイスが特徴。身長168cm。Sham.studio.のプロフィール写真では相方である柏森進よりも背が高い。
自他ともに認めるガンダムオタクであり、個人のブログでガンダムをネタにしたFLASHや歌を作成公開している。
モンスターハンターにはまっており、ライブではフルフルZ装備ににゃんにゃんぼうの出で立ちで現れた。時折ブログにてMOSAIC.WAVの新曲やタイアップ作品の音声CMを制作・公開することがある。目が悪く、普段は眼鏡を愛用している。MOSAIC.WAVのアルバム『We Love "AKIBA-POP"!!』では「めろんぱん」の作曲も行っている。

## 歌手活動
- ぴあきゃろG.O. TOYBOX 〜サマーフェア〜 OP「スマイル0円 み〜こVer.」
- 4-EVERミニアルバム「アンドロイドデート」アンドロイドデート
- 4-EVERミニアルバム「Steampunk!」小さなsteel soldier
- アカネ55（ネット）　主題歌「ロマンチック55」
- ドキッと! ビキニパイ（ネット）　主題歌「ドキッと！ビキニパイ」「恋つくりませんか？」「ふりむいて笑って」
- B型H系　挿入歌「コンドーさんなら鬼印」 作詞 - 鬼頭巌 / 作曲・編曲 - 藤間仁（Elements Garden）
- シンデレラブレイド（ネット）　演出曲「恋してぴぴるれにゃん」
- テラべっぴん「賽苑の花時」
- IOSYS「げきかわ☆ヴァンピン」今夜はヴァンピン☆全世界ナイトメア（ 亡き王女の為のセプテット）
- リアルエロゲシチュエーション「妄想Dreaming Up！！」
- ESEX シコルスキー INTERNEETセキュリティクラウド2017「Sweet call 体操第8.1 -Proffessional Edition-」
- はにデビ！ honey & devil　「ギュッとmore！」
- 健全！変態生活のススメ「健全！変態生活のススメ」
- Team-OZ×Lose ReBirth Collection「みんなのわ」

## 作詞活動
- すもももももも 地上最強のヨメ 「キャラクターソング集VOL.2」ミツドモエモーション（歌 - 鹿野優以、宮崎羽衣、平野綾）
- 4-EVERミニアルバム「Steampunk!」小さなsteel soldier

上記以外の作詞活動はMOSAIC.WAVを参照。

## 声優活動

### アニメ
- 機動戦艦ナデシコ Premier complete DVD-BOX（2006年、母親、少女 他）
- DEATH NOTE（2006年、カップル女#4）
- すもももももも〜地上最強のヨメ〜（2007年、卯月アリス・15話）
- がっこうぐらし!（2015年、女子生徒）

### 一般向けゲーム
時期不明
- たのしい小学校たんけん（女の子1）

2002年
- Perfect Prince（ルナリス）

2005年
- GIRLSブラボー Romance15's（子猫、少女）

2006年
- ファイナルファンタジーXII（少年 他）

2016年
- シンデレラブレイド（プリシラ）

### パチスロ
- ドキッと!ビキニパイ（水沢はのん）
- ハーレムエース2（アプリコット）
- ココナナ（紅茶葉ここの、紅茶葉のなな）
- シンデレラブレイド（2012年、プリシラ）
- シンデレラブレイド2（2014年、プリシラ）
- RIO SPA〜リオの大温泉〜（ミント・クラーク）

### ドラマCD
- ふぃぎゅ@放送局（み〜こ）
- お姉ちゃんの3乗（学食のおばちゃん）

### ナレーション、他
- からす天狗うじゅ（「太秦戦国祭り」公式キャラクター、声およびイベントテーマソング歌唱）
- EZナビキャンペーン・EZトークコレクション「ぞうさんのケーキ」朗読
- EZweb公式コンテンツ子供絵本の読み聞かせ「おはなし絵本☆ミミブック」朗読
- Bo3D 2.0 デモコンテンツ「銀杏の実」（カエデ）
- Bot3D Engine (AI)
- Hyper Dance (〜Mahatma Feat. M.C.Mico) (Disco jack records)
- Kaori - 3D ChatBot（カオリ）
- Naska Project（ナスカ）
- CGアニメ「3Dアニメーション サルチン」（ウサッピ、2007年）
- CGアニメ「対異星人スパイ サディスティック★ビューティー」（女生徒、ラジオ音声）※2007年
- ブラック・ジャック×ドラマチック謎解きゲーム 脱走者緊急手術　（ピノコ）

## ディスコグラフィ

### キャラクターソング
| 発売日        | 商品名                              | 歌                                                                                           | 楽曲                     | 備考                                                                     |
| ------------- | ----------------------------------- | -------------------------------------------------------------------------------------------- | ------------------------ | ------------------------------------------------------------------------ |
| 2007年3月21日 | Sumomomo,momomo CHARACTER SONG CD 2 | 卯月アリス（み〜こ）                                                                         | 「Good Luck」            | テレビアニメ『すもももももも〜地上最強のヨメ〜』第15話エンディングテーマ |
| 2007年3月21日 | Sumomomo,momomo CHARACTER SONG CD 2 | 九頭竜もも子（鹿野優以）、巳屋本いろは（宮崎羽衣）、中慈馬早苗（平野綾）、み〜こ（コーラス） | 「ミツドモエモーション」 | テレビアニメ『すもももももも〜地上最強のヨメ〜』関連曲                   |

### その他参加楽曲
| 発売日        | 商品名                 | 歌 | 楽曲                       | 備考                                             |
| ------------- | ---------------------- | --- | -------------------------- | ------------------------------------------------ |
| 2018年10月6日 | ZWEI〜Rein carnation〜 | 一条和矢、いのくちゆか、岡野浩介、小田久史、河原木志穂、楠田敏之、武田華、はらさわ晃綺、ひと美、藤丸亮、本多諒太、松本さち、み〜こ、水野愛日、村井理沙子 | 「ZWEI〜Rein carnation〜」 | 朗読ミュージカル『ZWEI〜Rein carnation〜』主題歌 |